# Parque Estadual Rio Negro Setor Sul

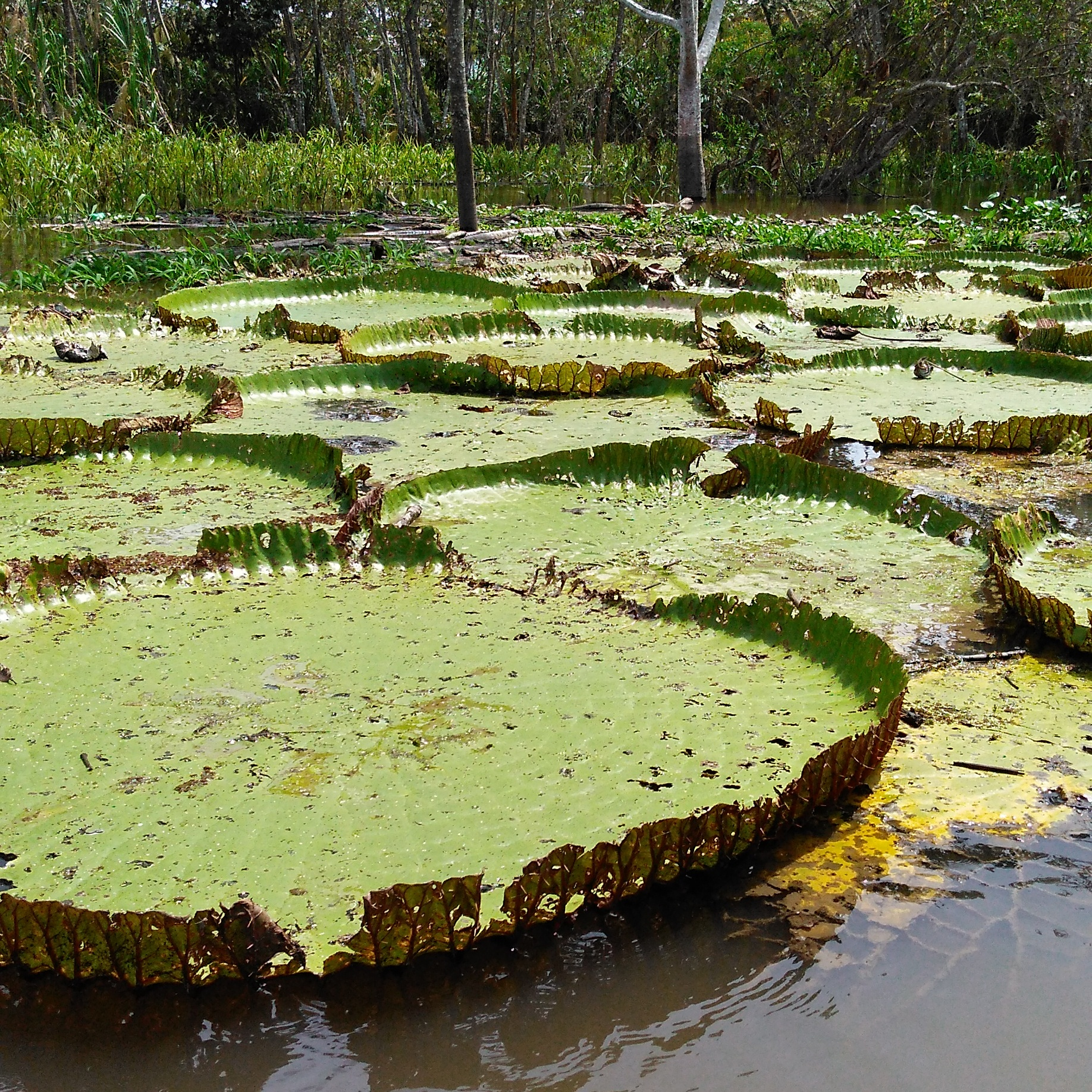
vitórias-regias na superfície do rio negro

O Parque Estadual Rio Negro Setor Sul é uma área protegida brasileira, pertencente ao estado do Amazonas e localizada nos municípios de Manaus e Novo Airão. O Decreto 16.497, de 2 de abril de 1995, estabeleceu a criação do parque. Ele ocupa uma área de 86,6 mil ha.